# Европски пут E58
Европски пут E58 је европски пут класе А, који спаја средњи део (Аустрију) и исток (Русију, тачније град Ростов на Дону) Европе. Укупна дужина овог ауто-пута износи 2200 km.
На делу од Братиславе до Кошица траса се поклапа са ауто-путем Е571. E58 је европски међународни пут који пролази кроз непризнате државе Придњестровље и Доњецку Народну Републику.

## Земље и градови кроз које пролази Е58[1]
- Аустрија: Беч – Фишаменд – Брук на Лајти
- Словачка: Братислава – Сењец – Трнава – Њитра – Звољен – Вигљаш – Лучењец – Римавска Собота – Фига – Торнаља - Рожњава - Кошице - Михаловце
- Украјина: Ужгород – Середње – Мукачево – Берегово – Бене – Вилок – Пијтерфолво – Неветленфолу
- Румунија: Драгушени - Баја Маре - Местеакан - Иљанда - Деж - Бистрица - Тиха Баргаулуј - Појана Стампеј - Палтиноаса - Сучава - Ботошани - Таргу Фрумос - Јаши - Поприкани - Скулени
- Молдавија: Скулени – Петрешти – Унгени – Пирлица – Бахмут – Калараши - Страшени - Трушени - Кишињев - Тираспољ - Первомајск
- Украјина: Одеса – Миколајив – Херсон – Нова Каховка – Мелитопољ – Прјазовске – Приморск – Манхуш - Маријупољ - Новоазовск
- Русија: Таганрог – Ростов на Дону